# ماده خاکستری اطراف مجرا
مادهٔ خاکستری اطراف مجرا (Periaqueductal gray) از آن جهت به این نام خوانده می‌شود که در بردارندهٔ بیشتر اجسام سلولی نورون‌هایی است که در کنار مجرای مغزی که بطن سوم رابه بطن چهارم پیوند می‌دهد، قرار دارد. مادهٔ خاکستری کنار مجرا دارای مدارهایی عصبی می‌باشد که زنجیره‌های حرکتی رفتارهای اختصاصی-نوعی را شکل می‌دهند، مانند جنگیدن و جفت گیری و ان‌ها را کنترل می‌کند. هم چنین مواد افیونی با تحریک کردن نورون‌های این ناحیه، حساسیت جانداران را در برابر درد کم می‌کند.

## نگارخانه

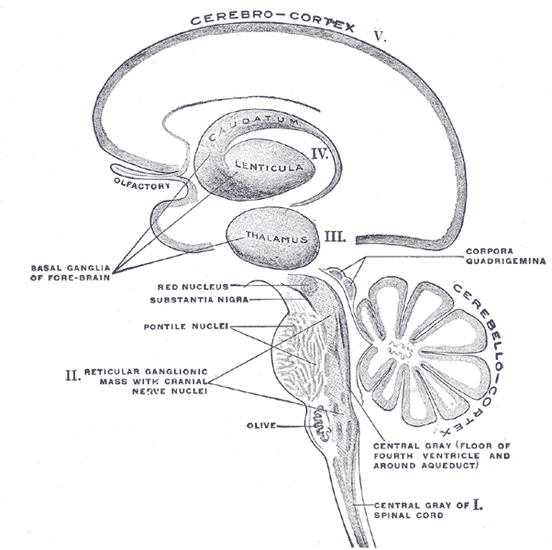
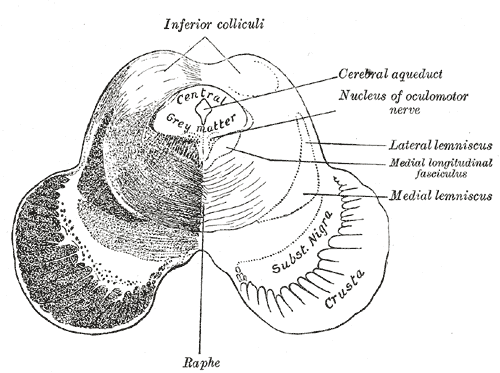
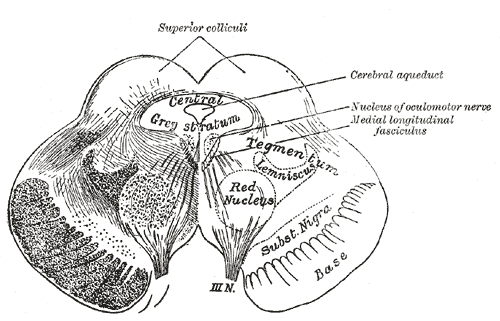